# Begonia sinobrevicaulis
Espèce
Synonymes
- Begonia brevicaulis T. C. Ku[2]
- Begonia brevicaulis T.C.Ku[1]
- Begonia gulinqingensis S. H. Huang & Y. M. Shui (préféré par GRIN)[2]
- Begonia sinobrevicaulis T. C. Ku[2]

Begonia sinobrevicaulis est une espèce de plantes de la famille des Begoniaceae.
Elle a été décrite en 1999 par Tsue Chih Ku (1931-).